# Тия (река)
Ти́я — река в России, протекает в Ульяновской области. Устье реки находится в 20 км по правому берегу реки Большой Черемшан. Длина реки составляет 27 км. Площадь водосборного бассейна — 304 км².

## Данные водного реестра
По данным государственного водного реестра России, Тия относится к Нижневолжскому бассейновому округу, водохозяйственный участок реки — Большой Черемшан от истока и до устья. Речной бассейн реки — Волга от верхнего Куйбышевского водохранилища до впадения в Каспий.
Код объекта в государственном водном реестре — 11010000412112100005305.